# Llista de monuments de la Plana Alta
Llista de monuments de la Plana Alta inscrits en l'Inventari General del Patrimoni Cultural Valencià per la comarca de la Plana Alta. S'inclouen els monuments declarats com a béns d'interés cultural (BIC), classificats com a béns immobles sota la categoria de monuments (realitzacions arquitectòniques o d'enginyeria, i obres d'escultura colossal), i els monuments declarats com a Béns immobles de rellevància local (BRL). Estan inscrits en l'Inventari General del Patrimoni Cultural Valencià, en les seccions 1a i 2a respectivament.

## Almassora
| Monument                                  | Prot.? | Estil/època                                             | Localització                                              | Coordenades                                                              | Codi?         | Imatge |
| ----------------------------------------- | ------ | ------------------------------------------------------- | --------------------------------------------------------- | ------------------------------------------------------------------------ | ------------- | --- |
| Pont Nou sobre el riu Millars             | BIC    | Neoclàssic S.XVIII (1784-1790)                          | Almassora i Vila-real Sobre el riu Millars, N-340 km 61,2 | 39° 57′ 06″ N, 0° 04′ 56″ O / 39.951615°N,0.082163°O                     | RI-51-0010554 | Pont Nou (Almassora i Vila-real) · Vegeu més fotos d'aquest monument · Carregueu una nova foto d'aquest monument                      |
| Pont de Santa Quitèria                    | BIC    | Clàssic - medieval S.XIII                               | Almassora i Vila-real Camí a l'Ermita de Santa Quitèria   | 39° 57′ 14″ N, 0° 05′ 42″ O / 39.953885°N,0.095049°O                     | RI-51-0011536 | Pont de Santa Quitèria (Almassora i Vila-real) · Vegeu més fotos d'aquest monument · Carregueu una nova foto d'aquest monument        |
| Recinte emmurallat d'Almassora            | BIC    |                                                         | Almassora                                                 | 39° 56′ 28″ N, 0° 03′ 38″ O / 39.941229°N,0.060595°O                     | RI-51-0011238 | Recinte emmurallat d'Almassora · Vegeu més fotos d'aquest monument · Carregueu una nova foto d'aquest monument                        |
| Restes del castell d'Almassora            | BIC    |                                                         | Almassora Junt a la N-340                                 | 39° 57′ 04″ N, 0° 04′ 51″ O / 39.9511°N,0.0807°O                         | RI-51-0012120 | Carregueu una nova foto d'aquest monument                                                                                             |
| Edifici del Banc de València              | BRL    | Eclecticisme, historicista S.XX (1931-1936)             | Almassora C. Trinitat, 25 - c. l'Alcorà, 7                | 39° 56′ 36″ N, 0° 03′ 49″ O / 39.943209°N,0.063483°O                     | 12.05.009-016 | Banc de València (Almassora) · Vegeu més fotos d'aquest monument · Carregueu una nova foto d'aquest monument                          |
| Caixa Rural, Sindicat Agrícola Sant Josep | BRL    | Eclecticisme S.XX (1929)                                | Almassora C. Trinitat, c. Cervantes i l'Alcora            | 39° 56′ 36″ N, 0° 03′ 47″ O / 39.943260°N,0.063044°O                     | 12.05.009-012 | Caixa Rural, Sindicat Agrícola Sant Josep (Almassora) · Vegeu més fotos d'aquest monument · Carregueu una nova foto d'aquest monument |
| Casa de les Reixes d'Almassora, Boqueras  | BRL    | S.XVIII (1789)                                          | Almassora Séquia Boqueras                                 | 39° 56′ 55″ N, 0° 04′ 36″ O / 39.948611111111106°N,0.07666666666666666°O | 12.05.009-015 | Casa de les Reixes, Boqueras (Almassora) · Vegeu més fotos d'aquest monument · Carregueu una nova foto d'aquest monument              |
| Casa del Metge Castell                    | BRL    | Eclecticisme, modernista S.XX (1905)                    | Almassora C. Trinitat, 5                                  | 39° 56′ 34″ N, 0° 03′ 49″ O / 39.942811°N,0.063582°O                     | 12.05.009-010 | Casa del Metge Castell (Almassora) · Vegeu més fotos d'aquest monument · Carregueu una nova foto d'aquest monument                    |
| Ermita de Sant Antoni                     | BRL    | Barroc S.XVIII                                          | Almassora Camí de Sant Antoni, camí de la Mar             | 39° 56′ 04″ N, 0° 02′ 44″ O / 39.934386°N,0.045489°O                     | 12.05.009-003 | Ermita de Sant Antoni (Almassora) · Vegeu més fotos d'aquest monument · Carregueu una nova foto d'aquest monument                     |
| Església de la Nativitat d'Almassora      | BRL    | Barroc, neoclassicisme S.XVII (1685-1691); S.XIX (1864) | Almassora Pl. de l'Església                               | 39° 56′ 26″ N, 0° 03′ 44″ O / 39.940599°N,0.062141°O                     | 12.05.009-002 | Església parroquial de la Nativitat (Almassora) · Vegeu més fotos d'aquest monument · Carregueu una nova foto d'aquest monument       |
| Mercat Municipal d'Almassora              | BRL    | Eclecticisme S.XX (1934)                                | Almassora Pl. del Mercat                                  | 39° 56′ 40″ N, 0° 03′ 49″ O / 39.9445261°N,0.063643°O                    | 12.05.009-013 | Mercat Municipal (Almassora) · Vegeu més fotos d'aquest monument · Carregueu una nova foto d'aquest monument                          |
| Porxes d'Almassora                        | BRL    | S.XIV                                                   | Almassora Pl. Major                                       | 39° 56′ 29″ N, 0° 03′ 44″ O / 39.941364°N,0.062099°O                     | 12.05.009-014 | Porxes (Almassora) · Vegeu més fotos d'aquest monument · Carregueu una nova foto d'aquest monument                                    |
| Pont de la Rambla                         | BRL    | Gòtic S.XV; S.XVI                                       | Almassora                                                 | 39° 57′ 41″ N, 0° 05′ 35″ O / 39.961348°N,0.093162°O                     | 12.05.009-017 | Pont de la Rambla (Almassora) · Modifica el valor a Wikidata · Carregueu una nova foto d'aquest monument                              |
| Teatre Serra, actual Centre parroquial    | BRL    | Eclecticisme S.XIX (1895)                               | Almassora C. Trinitat, 16                                 | 39° 56′ 35″ N, 0° 03′ 48″ O / 39.943015°N,0.063228°O                     | 12.05.009-011 | Teatre Serra (Almassora) · Vegeu més fotos d'aquest monument · Carregueu una nova foto d'aquest monument                              |

## Benlloc
| Monument                               | Prot.? | Estil/època | Localització              | Coordenades                                          | Codi?         | Imatge |
| -------------------------------------- | ------ | ----------- | ------------------------- | ---------------------------------------------------- | ------------- | --- |
| Ermita de la Mare de Déu de l'Adjutori | BRL    |             | Benlloc                   | 40° 13′ 28″ N, 0° 02′ 17″ E / 40.224484°N,0.038044°E | 12.05.029-001 | Ermita de la Mare de Déu de l'Adjutori (Benlloc) · Vegeu més fotos d'aquest monument · Carregueu una nova foto d'aquest monument |
| Església de l'Assumpció                | BRL    |             | Benlloc Pl. de l'Església | 40° 12′ 43″ N, 0° 01′ 35″ E / 40.211920°N,0.026307°E | 12.05.029-002 | Església parroquial de l'Assumpció (Benlloc) · Vegeu més fotos d'aquest monument · Carregueu una nova foto d'aquest monument     |

## Benicàssim
| Monument                                                      | Prot.?        | Estil/època         | Localització                         | Coordenades                                          | Codi?         | Imatge |
| ------------------------------------------------------------- | ------------- | ------------------- | ------------------------------------ | ---------------------------------------------------- | ------------- | --- |
| Desert de les Palmes, Monestir del Desert de les Palmes       | BIC           |                     | Benicàssim                           | 40° 04′ 28″ N, 0° 01′ 41″ E / 40.07456°N,0.02793°E   | RI-53-0000588 | Desert de les Palmes (Benicàssim) · Vegeu més fotos d'aquest monument · Carregueu una nova foto d'aquest monument            |
| Torre de Sant Vicent                                          | BIC           | S.XVI               | Benicàssim Av. Ferrandis Salvador, 1 | 40° 02′ 50″ N, 0° 04′ 10″ E / 40.047294°N,0.069517°E | RI-51-0010693 | Torre de Sant Vicent (Benicàssim) · Vegeu més fotos d'aquest monument · Carregueu una nova foto d'aquest monument            |
| Torre del Baró                                                | BIC           |                     | Benicàssim Prop de la zona de Lluent | 40° 01′ 43″ N, 0° 01′ 17″ E / 40.028627°N,0.021331°E | RI-51-0010925 | Torre del Baró (Benicàssim) · Vegeu més fotos d'aquest monument · Carregueu una nova foto d'aquest monument                  |
| Castell de Montornés                                          | BIC           |                     | Benicàssim Desert de les Palmes      | 40° 03′ 42″ N, 0° 01′ 45″ E / 40.061653°N,0.029052°E | RI-51-0010929 | Castell de Montornés (Benicàssim) · Vegeu més fotos d'aquest monument · Carregueu una nova foto d'aquest monument            |
| Castell de Benicàssim                                         | BIC           |                     | Benicàssim                           | 40° 03′ 37″ N, 0° 03′ 52″ E / 40.060278°N,0.064383°E | RI-51-0011575 | Castell de Benicàssim · Vegeu més fotos d'aquest monument · Carregueu una nova foto d'aquest monument                        |
| Mas dels Andreus                                              | BIC           | S.XVIII (1790)      | Benicàssim Gran Avenida, 273         | 40° 02′ 16″ N, 0° 02′ 37″ E / 40.03770°N,0.04362°E   | 12.05.028-085 | Carregueu una nova foto d'aquest monument                                                                                    |
| Ermita de la Font de Sant Josep                               | BRL           | S.XVIII             | Benicàssim Desert de les Palmes      | 40° 04′ 44″ N, 0° 01′ 55″ E / 40.079°N,0.032°E       | 12.05.028-006 | Ermita de la Font de Sant Josep (Benicàssim) · Vegeu més fotos d'aquest monument · Carregueu una nova foto d'aquest monument |
| Antre de Sant Franc                                           | BRL etnològic |                     | Benicàssim Desert de les Palmes      |                                                      | 12.05.028-007 | Carregueu una nova foto d'aquest monument                                                                                    |
| Antre de Santa Eufrosina                                      | BRL etnològic |                     | Benicàssim Desert de les Palmes      |                                                      | 12.05.028-008 | Antre de Santa Eufrosina (Benicàssim) · Carregueu una nova foto d'aquest monument                                            |
| Antre d'Eufràsia                                              | BRL etnològic |                     | Benicàssim Desert de les Palmes      |                                                      | 12.05.028-009 | Carregueu una nova foto d'aquest monument                                                                                    |
| Antre de Maria Egipcíaca                                      | BRL etnològic |                     | Benicàssim Desert de les Palmes      |                                                      | 12.05.028-010 | Carregueu una nova foto d'aquest monument                                                                                    |
| Antre de Sant Eutimi                                          | BRL etnològic |                     | Benicàssim Desert de les Palmes      |                                                      | 12.05.028-011 | Carregueu una nova foto d'aquest monument                                                                                    |
| Antre de Santa Maria Magdalena                                | BRL etnològic |                     | Benicàssim Desert de les Palmes      |                                                      | 12.05.028-012 | Carregueu una nova foto d'aquest monument                                                                                    |
| Antre de Sant Joan Baptista                                   | BRL etnològic |                     | Benicàssim Desert de les Palmes      |                                                      | 12.05.028-013 | Carregueu una nova foto d'aquest monument                                                                                    |
| Antre de Sant Bernat de Claravall                             | BRL etnològic |                     | Benicàssim Desert de les Palmes      |                                                      | 12.05.028-014 | Carregueu una nova foto d'aquest monument                                                                                    |
| Antre de Sant Albert de Jerusalem                             | BRL etnològic |                     | Benicàssim Desert de les Palmes      |                                                      | 12.05.028-015 | Carregueu una nova foto d'aquest monument                                                                                    |
| Antre de Sant Joan de la Creu                                 | BRL etnològic |                     | Benicàssim Desert de les Palmes      |                                                      | 12.05.028-016 | Carregueu una nova foto d'aquest monument                                                                                    |
| Antre Ecce Homo                                               | BRL etnològic |                     | Benicàssim Desert de les Palmes      |                                                      | 12.05.028-017 | Carregueu una nova foto d'aquest monument                                                                                    |
| Antre de Crist orant a l'hort                                 | BRL etnològic |                     | Benicàssim Desert de les Palmes      |                                                      | 12.05.028-018 | Carregueu una nova foto d'aquest monument                                                                                    |
| Antre de Crist crucificat                                     | BRL etnològic |                     | Benicàssim Desert de les Palmes      |                                                      | 12.05.028-019 | Antre de Crist crucificat (Benicàssim) · Carregueu una nova foto d'aquest monument                                           |
| Antre del Sepulcre de Crist                                   | BRL etnològic |                     | Benicàssim Desert de les Palmes      |                                                      | 12.05.028-020 | Carregueu una nova foto d'aquest monument                                                                                    |
| Antre de Sant Elies                                           | BRL etnològic |                     | Benicàssim Desert de les Palmes      | 40° 04′ 34″ N, 0° 02′ 11″ E / 40.07613°N,0.03628°E   | 12.05.028-021 | Carregueu una nova foto d'aquest monument                                                                                    |
| Antre de Sant Caritó                                          | BRL etnològic |                     | Benicàssim Desert de les Palmes      |                                                      | 12.05.028-022 | Carregueu una nova foto d'aquest monument                                                                                    |
| Antre de la Verge de l'Equilibri                              | BRL etnològic |                     | Benicàssim Desert de les Palmes      |                                                      | 12.05.028-023 | Carregueu una nova foto d'aquest monument                                                                                    |
| Antre de la Mare de Déu del Coromoto                          | BRL etnològic |                     | Benicàssim Desert de les Palmes      |                                                      | 12.05.028-024 | Carregueu una nova foto d'aquest monument                                                                                    |
| Ermita de la Verge del Carme                                  | BRL           |                     | Benicàssim Desert de les Palmes      |                                                      | 12.05.028-025 | Carregueu una nova foto d'aquest monument                                                                                    |
| Ermita de Sant Joan Baptista                                  | BRL           |                     | Benicàssim Desert de les Palmes      |                                                      | 12.05.028-026 | Carregueu una nova foto d'aquest monument                                                                                    |
| Ermita dels Desemparats                                       | BRL           |                     | Benicàssim Desert de les Palmes      |                                                      | 12.05.028-027 | Carregueu una nova foto d'aquest monument                                                                                    |
| Ermita de l'Àngel Custodi                                     | BRL           |                     | Benicàssim Desert de les Palmes      |                                                      | 12.05.028-028 | Carregueu una nova foto d'aquest monument                                                                                    |
| Ermita de Sant Miquel                                         | BRL           | S. XVIII (1752)     | Benicàssim Desert de les Palmes      |                                                      | 12.05.028-029 | Carregueu una nova foto d'aquest monument                                                                                    |
| Ermita de la Verge de Montserrat                              | BRL           | S.XVIII             | Benicàssim Desert de les Palmes      |                                                      | 12.05.028-030 | Carregueu una nova foto d'aquest monument                                                                                    |
| Ermita de Santa Teresa                                        | BRL           | S.XVIII (1729-1755) | Benicàssim Desert de les Palmes      |                                                      | 12.05.028-031 | Carregueu una nova foto d'aquest monument                                                                                    |
| Ermita del Naixement                                          | BRL           |                     | Benicàssim Desert de les Palmes      |                                                      | 12.05.028-032 | Carregueu una nova foto d'aquest monument                                                                                    |
| Ermita de Sant Joan de la Creu                                | BRL           |                     | Benicàssim Desert de les Palmes      |                                                      | 12.05.028-033 | Carregueu una nova foto d'aquest monument                                                                                    |
| Pilar devocional del Descans en la Fugida a Egipte            | BRL           |                     | Benicàssim Desert de les Palmes      |                                                      | 12.05.028-034 | Carregueu una nova foto d'aquest monument                                                                                    |
| Pilar devocional de Sant Pacomi                               | BRL           |                     | Benicàssim Desert de les Palmes      |                                                      | 12.05.028-035 | Carregueu una nova foto d'aquest monument                                                                                    |
| Pilar devocional de Sant Jerònim                              | BRL           |                     | Benicàssim Desert de les Palmes      |                                                      | 12.05.028-036 | Carregueu una nova foto d'aquest monument                                                                                    |
| Pilar devocional de Sant Macari                               | BRL           |                     | Benicàssim Desert de les Palmes      |                                                      | 12.05.028-037 | Carregueu una nova foto d'aquest monument                                                                                    |
| Pilar devocional de Sant Antoni                               | BRL           |                     | Benicàssim Desert de les Palmes      |                                                      | 12.05.028-038 | Carregueu una nova foto d'aquest monument                                                                                    |
| Pilar devocional de Sant Pau                                  | BRL           |                     | Benicàssim Desert de les Palmes      |                                                      | 12.05.028-039 | Carregueu una nova foto d'aquest monument                                                                                    |
| Pilar devocional de Sant Josep                                | BRL           |                     | Benicàssim Desert de les Palmes      |                                                      | 12.05.028-040 | Carregueu una nova foto d'aquest monument                                                                                    |
| Pilar devocional de Sant Simeó i Sant Daniel del Convent Vell | BRL           |                     | Benicàssim Desert de les Palmes      |                                                      | 12.05.028-041 | Carregueu una nova foto d'aquest monument                                                                                    |
| Pilar devocional de Sant Simeó i Sant Daniel del Convent Nou  | BRL           |                     | Benicàssim Desert de les Palmes      |                                                      | 12.05.028-042 | Carregueu una nova foto d'aquest monument                                                                                    |
| Calvari de Convent Nou                                        | BRL etnològic |                     | Benicàssim Desert de les Palmes      |                                                      | 12.05.028-043 | Calvari de Convent Nou (Benicàssim) · Carregueu una nova foto d'aquest monument                                              |
| Calvari en la baixada de la carretera al Convent Vell         | BRL etnològic |                     | Benicàssim Desert de les Palmes      |                                                      | 12.05.028-044 | Carregueu una nova foto d'aquest monument                                                                                    |
| Calvari en l'entrada del Convent Vell                         | BRL etnològic |                     | Benicàssim Desert de les Palmes      |                                                      | 12.05.028-045 | Carregueu una nova foto d'aquest monument                                                                                    |
| Calvari del claustre del Convent Vell                         | BRL etnològic |                     | Benicàssim Desert de les Palmes      |                                                      | 12.05.028-046 | Carregueu una nova foto d'aquest monument                                                                                    |
| Dolors de Maria en el Convent Nou                             | BRL           |                     | Benicàssim Desert de les Palmes      |                                                      | 12.05.028-047 | Carregueu una nova foto d'aquest monument                                                                                    |
| Dolors i Goigs de Sant Josep en el Convent Vell               | BRL           |                     | Benicàssim Desert de les Palmes      |                                                      | 12.05.028-048 | Carregueu una nova foto d'aquest monument                                                                                    |
| Dolors i Goigs de Sant Josep en el Convent Nou                | BRL           |                     | Benicàssim Desert de les Palmes      |                                                      | 12.05.028-049 | Carregueu una nova foto d'aquest monument                                                                                    |
| Corral de la Porteria Alta                                    | BRL etnològic |                     | Benicàssim Desert de les Palmes      |                                                      | 12.05.028-050 | Carregueu una nova foto d'aquest monument                                                                                    |
| Corral del Calvari del Convent Vell                           | BRL etnològic |                     | Benicàssim Desert de les Palmes      |                                                      | 12.05.028-051 | Carregueu una nova foto d'aquest monument                                                                                    |
| Corral de Sant Elies                                          | BRL etnològic |                     | Benicàssim Desert de les Palmes      |                                                      | 12.05.028-052 | Carregueu una nova foto d'aquest monument                                                                                    |
| Corrals i cavallerisses del Convent Vell                      | BRL etnològic |                     | Benicàssim Desert de les Palmes      |                                                      | 12.05.028-053 | Carregueu una nova foto d'aquest monument                                                                                    |
| Hort del Convent Vell                                         | BRL           |                     | Benicàssim Desert de les Palmes      |                                                      | 12.05.028-054 | Carregueu una nova foto d'aquest monument                                                                                    |
| Hort del Convent Nou                                          | BRL           |                     | Benicàssim Desert de les Palmes      |                                                      | 12.05.028-055 | Carregueu una nova foto d'aquest monument                                                                                    |
| Casa d'arreus                                                 | BRL           |                     | Benicàssim Desert de les Palmes      |                                                      | 12.05.028-056 | Carregueu una nova foto d'aquest monument                                                                                    |
| Pesebre                                                       | BRL etnològic |                     | Benicàssim Desert de les Palmes      |                                                      | 12.05.028-057 | Carregueu una nova foto d'aquest monument                                                                                    |
| Convent Nou                                                   | BRL           |                     | Benicàssim Desert de les Palmes      | 40° 04′ 31″ N, 0° 01′ 38″ E / 40.075264°N,0.027273°E | 12.05.028-058 | Convent Nou (Benicàssim) · Vegeu més fotos d'aquest monument · Carregueu una nova foto d'aquest monument                     |
| Convent Vell                                                  | BRL           |                     | Benicàssim Desert de les Palmes      | 40° 04′ 39″ N, 0° 01′ 50″ E / 40.077612°N,0.030599°E | 12.05.028-059 | Convent Vell (Benicàssim) · Vegeu més fotos d'aquest monument · Carregueu una nova foto d'aquest monument                    |
| Muralla de la Porteria Alta                                   | BRL           |                     | Benicàssim Desert de les Palmes      |                                                      | 12.05.028-060 | Carregueu una nova foto d'aquest monument                                                                                    |
| Font de Sant Josep                                            | BRL etnològic |                     | Benicàssim Desert de les Palmes      | 40° 04′ 44″ N, 0° 01′ 56″ E / 40.07889°N,0.032222°E  | 12.05.028-061 | Font de Sant Josep (Benicàssim) · Carregueu una nova foto d'aquest monument                                                  |
| Font de Sant Joan de la Creu                                  | BRL etnològic |                     | Benicàssim Desert de les Palmes      |                                                      | 12.05.028-062 | Font de Sant Joan de la Creu (Benicàssim) · Carregueu una nova foto d'aquest monument                                        |
| Font de la Teula                                              | BRL etnològic |                     | Benicàssim Desert de les Palmes      | 40° 04′ 31″ N, 0° 01′ 58″ E / 40.07539°N,0.03267°E   | 12.05.028-063 | Carregueu una nova foto d'aquest monument                                                                                    |
| Font del Panteó                                               | BRL etnològic |                     | Benicàssim Desert de les Palmes      |                                                      | 12.05.028-064 | Carregueu una nova foto d'aquest monument                                                                                    |
| Font del Crist o de la Colada                                 | BRL etnològic |                     | Benicàssim Desert de les Palmes      | 40° 04′ 34″ N, 0° 01′ 54″ E / 40.07603°N,0.03176°E   | 12.05.028-065 | Font del Crist (Benicàssim) · Carregueu una nova foto d'aquest monument                                                      |
| Font de la Providència                                        | BRL etnològic |                     | Benicàssim Desert de les Palmes      |                                                      | 12.05.028-066 | Carregueu una nova foto d'aquest monument                                                                                    |
| Font de l'Esperança                                           | BRL etnològic |                     | Benicàssim Desert de les Palmes      |                                                      | 12.05.028-067 | Carregueu una nova foto d'aquest monument                                                                                    |
| Capella devocional del Crist                                  | BRL           |                     | Benicàssim Desert de les Palmes      |                                                      | 12.05.028-068 | Carregueu una nova foto d'aquest monument                                                                                    |
| Capella devocional de Sant Onofre                             | BRL           |                     | Benicàssim Desert de les Palmes      |                                                      | 12.05.028-069 | Carregueu una nova foto d'aquest monument                                                                                    |
| Capella devocional de Sant Joan Baptista                      | BRL           |                     | Benicàssim Desert de les Palmes      |                                                      | 12.05.028-070 | Carregueu una nova foto d'aquest monument                                                                                    |
| Capella devocional de les Estacions del Crist                 | BRL           |                     | Benicàssim Desert de les Palmes      |                                                      | 12.05.028-071 | Carregueu una nova foto d'aquest monument                                                                                    |
| Panteó del Convent Vell                                       | BRL           |                     | Benicàssim Desert de les Palmes      |                                                      | 12.05.028-072 | Carregueu una nova foto d'aquest monument                                                                                    |
| Panteó del Convent Nou                                        | BRL           |                     | Benicàssim Desert de les Palmes      |                                                      | 12.05.028-073 | Carregueu una nova foto d'aquest monument                                                                                    |
| Cementiri                                                     | BRL etnològic |                     | Benicàssim Desert de les Palmes      |                                                      | 12.05.028-074 | Carregueu una nova foto d'aquest monument                                                                                    |
| Carner Convent Vell                                           | BRL           |                     | Benicàssim Desert de les Palmes      |                                                      | 12.05.028-075 | Carregueu una nova foto d'aquest monument                                                                                    |
| Pou de la Porteria Alta                                       | BRL etnològic |                     | Benicàssim Desert de les Palmes      |                                                      | 12.05.028-076 | Carregueu una nova foto d'aquest monument                                                                                    |
| Casa Porteria Alta                                            | BRL           |                     | Benicàssim Desert de les Palmes      |                                                      | 12.05.028-077 | Carregueu una nova foto d'aquest monument                                                                                    |
| Casa Porteria Baixa o del Mar                                 | BRL           |                     | Benicàssim Desert de les Palmes      |                                                      | 12.05.028-078 | Carregueu una nova foto d'aquest monument                                                                                    |
| Magatzem de la Immaculada                                     | BRL etnològic |                     | Benicàssim                           |                                                      | 12.05.028-080 | Carregueu una nova foto d'aquest monument                                                                                    |
| Antiga Fàbrica de Licor                                       | BRL etnològic |                     | Benicàssim                           |                                                      | 12.05.028-081 | Carregueu una nova foto d'aquest monument                                                                                    |
| Conjunt d'antres                                              | BRL           |                     | Benicàssim                           |                                                      | 12.05.028-083 | Carregueu una nova foto d'aquest monument                                                                                    |

## Borriol
| Monument                                                     | Prot.? | Estil/època        | Localització                 | Coordenades                                          | Codi?         | Imatge |
| ------------------------------------------------------------ | ------ | ------------------ | ---------------------------- | ---------------------------------------------------- | ------------- | --- |
| Castell de Borriol                                           | BIC    | Islàmic - medieval | Borriol Nord de la localitat | 40° 02′ 44″ N, 0° 04′ 22″ O / 40.045574°N,0.07264°O  | RI-51-0010974 | Castell de Borriol · Vegeu més fotos d'aquest monument · Carregueu una nova foto d'aquest monument                             |
| Ermita de Sant Vicent Ferrer de Borriol                      | BRL    | S.XVII (1667)      | Borriol                      | 40° 02′ 52″ N, 0° 03′ 21″ O / 40.047861°N,0.055778°O | 12.05.031-002 | Ermita de Sant Vicent Ferrer (Borriol) · Vegeu més fotos d'aquest monument · Carregueu una nova foto d'aquest monument         |
| Ermita del Calvari o Ermita del Crist del Calvari de Borriol | BRL    | S.XIX              | Borriol Partida Botaràlia    | 40° 02′ 32″ N, 0° 04′ 30″ O / 40.042335°N,0.075123°O | 12.05.031-003 | Ermita del Calvari (Borriol) · Modifica el valor a Wikidata · Carregueu una nova foto d'aquest monument                        |
| Església parroquial de Sant Bartomeu de Borriol              | BRL    | S.XVI; S.XVIII     | Borriol C. Palau, 1          | 40° 02′ 38″ N, 0° 04′ 22″ O / 40.043764°N,0.072817°O | 12.05.031-001 | Església parroquial de Sant Bartomeu (Borriol) · Vegeu més fotos d'aquest monument · Carregueu una nova foto d'aquest monument |

## Cabanes
| Monument                                                      | Prot.? | Estil/època          | Localització                         | Coordenades                                          | Codi?         | Imatge |
| ------------------------------------------------------------- | ------ | -------------------- | ------------------------------------ | ---------------------------------------------------- | ------------- | --- |
| Arc romà                                                      | BIC    | Clàssic S.II a.C.    | Cabanes A 2 km de la localitat       | 40° 09′ 56″ N, 0° 00′ 53″ E / 40.165556°N,0.014722°E | RI-51-0000511 | Arc romà (Cabanes) · Vegeu més fotos d'aquest monument · Carregueu una nova foto d'aquest monument                                          |
| Castell d'Albalat                                             | BIC    | Medieval S.XIII      | Cabanes La Ribera de Cabanes         | 40° 10′ 19″ N, 0° 09′ 30″ E / 40.172023°N,0.158204°E | RI-51-0010722 | Castell d'Albalat (Cabanes) · Vegeu més fotos d'aquest monument · Carregueu una nova foto d'aquest monument                                 |
| Castell de Miravet                                            | BIC    | Islàmic - medieval   | Cabanes Ctra. entre Cabanes i Orpesa | 40° 06′ 15″ N, 0° 04′ 49″ E / 40.104167°N,0.080278°E | RI-51-0010747 | Castell de Miravet (Cabanes) · Vegeu més fotos d'aquest monument · Carregueu una nova foto d'aquest monument                                |
| Ermita fortificada d'Albalat                                  | BIC    | Gòtic S.XIII, S.XIV  | Cabanes La Ribera de Cabanes         | 40° 10′ 12″ N, 0° 09′ 30″ E / 40.169924°N,0.158408°E | RI-51-0011335 | Ermita fortificada d'Albalat (Cabanes) · Vegeu més fotos d'aquest monument · Carregueu una nova foto d'aquest monument                      |
| Recinte emmurallat de Cabanes                                 | BIC    |                      | Cabanes                              | 40° 09′ 20″ N, 0° 02′ 47″ E / 40.155533°N,0.046414°E | RI-51-0012336 | Recinte emmurallat de Cabanes · Vegeu més fotos d'aquest monument · Carregueu una nova foto d'aquest monument                               |
| Torre Carmelet                                                | BIC    | Medieval S.XV; S.XVI | Cabanes Camí de les Torres           | 40° 09′ 28″ N, 0° 09′ 03″ E / 40.157759°N,0.15093°E  | RI-51-0010750 | Torre Carmelet (Cabanes) · Vegeu més fotos d'aquest monument · Carregueu una nova foto d'aquest monument                                    |
| Torre de la Sal                                               | BIC    | Medieval             | Cabanes La Ribera de Cabanes         | 40° 08′ 07″ N, 0° 09′ 59″ E / 40.135167°N,0.166436°E | RI-51-0010751 | Torre de la Sal (Cabanes) · Vegeu més fotos d'aquest monument · Carregueu una nova foto d'aquest monument                                   |
| Torre del Carme, o Torre Mañez                                | BIC    | Medieval S.XV; S.XVI | Cabanes La Ribera de Cabanes         | 40° 09′ 30″ N, 0° 09′ 54″ E / 40.158384°N,0.164883°E | RI-51-0010756 | Torre del Carme (Cabanes) · Vegeu més fotos d'aquest monument · Carregueu una nova foto d'aquest monument                                   |
| Torre dels Gats                                               | BIC    | Medieval S.XV; S.XVI | Cabanes Camí de les Torres           | 40° 09′ 34″ N, 0° 09′ 06″ E / 40.159343°N,0.151695°E | RI-51-0010753 | Torre dels Gats (Cabanes) · Vegeu més fotos d'aquest monument · Carregueu una nova foto d'aquest monument                                   |
| Palau municipal de Cabanes                                    | BIC    |                      | Cabanes                              | 40° 09′ 22″ N, 0° 02′ 44″ E / 40.156028°N,0.045472°E | 12.05.033-009 | Palau municipal (Cabanes) · Vegeu més fotos d'aquest monument · Carregueu una nova foto d'aquest monument                                   |
| Ermita de les Santes, o Ermita de Santa Àgueda i Santa Llúcia | BRL    |                      | Cabanes Paratge de les Santes        | 40° 06′ 15″ N, 0° 02′ 13″ E / 40.104139°N,0.036907°E | 12.05.033-005 | Ermita de les Santes (Cabanes) · Vegeu més fotos d'aquest monument · Carregueu una nova foto d'aquest monument                              |
| Ermita del Calvari de Cabanes                                 | BRL    |                      | Cabanes C. Calvari                   | 40° 09′ 10″ N, 0° 02′ 39″ E / 40.152686°N,0.044242°E | 12.05.033-006 | Ermita del Calvari (Cabanes) · Modifica el valor a Wikidata · Vegeu més fotos d'aquest monument · Carregueu una nova foto d'aquest monument |
| Església parroquial de Sant Joan Baptista                     | BRL    | Barroc S.XVIII       | Cabanes Pl. de l'Església            | 40° 09′ 22″ N, 0° 02′ 45″ E / 40.156098°N,0.045877°E | 12.05.033-001 | Església parroquial de Sant Joan Baptista (Cabanes) · Vegeu més fotos d'aquest monument · Carregueu una nova foto d'aquest monument         |

## Castelló de la Plana
| Monument                                                                         | Prot.? | Estil/època | Localització                                                              | Coordenades                                            | Codi?         | Imatge |
| -------------------------------------------------------------------------------- | ------ | --- | ------------------------------------------------------------------------- | ------------------------------------------------------ | ------------- | --- |
| Ajuntament de Castelló de la Plana                                               | BIC    | Barroc S.XVII-S.XVIII (1689-1716); S.XX | Castelló de la Plana Pl. Major                                            | 39° 59′ 10″ N, 0° 02′ 16″ O / 39.98603°N,0.037756°O    | RI-51-0012163 | Ajuntament de Castelló de la Plana · Vegeu més fotos d'aquest monument · Carregueu una nova foto d'aquest monument                                            |
| Castell Vell i Ermitori de la Magdalena                                          | BIC    | Islàmic - medieval S.XI, S.XII, S.XIII; S.XV ermita                                                                                             | Castelló de la Plana Turó de la Magdalena                                 | 40° 02′ 06″ N, 0° 00′ 19″ O / 40.035°N,0.005278°O      | RI-51-0009255 | Castell de Fadrell i Ermitori de la Magdalena (Castelló de la Plana) · Vegeu més fotos d'aquest monument · Carregueu una nova foto d'aquest monument          |
| Cocatedral de Santa Maria                                                        | BIC    | Gótic - historicista - neogòtic S.XIII; S.XIV; S.XV; S.XVII; S.XX                                                                               | Castelló de la Plana Pl. Major                                            | 39° 59′ 10″ N, 0° 02′ 14″ O / 39.986027°N,0.037206°O   | RI-51-0000509 | Cocatedral de Santa Maria (Castelló de la Plana) · Vegeu més fotos d'aquest monument · Carregueu una nova foto d'aquest monument                              |
| Llotja del Cànem                                                                 | BIC    | Barroc S.XVII (1606-1617) S.XIX ampliació | Castelló de la Plana C. Cavallers, 1                                      | 39° 59′ 11″ N, 0° 02′ 14″ O / 39.986312°N,0.037145°O   | RI-51-0012164 | Llotja del Cànem (Castelló de la Plana) · Vegeu més fotos d'aquest monument · Carregueu una nova foto d'aquest monument                                       |
| Muralles Carlines de Castelló de la Plana                                        | BIC    | | Castelló de la Plana Pl. Muralla Lliberal                                 | 39° 59′ 18″ N, 0° 02′ 00″ O / 39.988448°N,0.033213°O   | RI-51-0008996 | Muralles Carlines (Castelló de la Plana) · Vegeu més fotos d'aquest monument · Carregueu una nova foto d'aquest monument                                      |
| Palau Episcopal                                                                  | BIC    | Neoclàssic S.XVIII (1793-1795); S.XIX (1802) arrebossat exterior                                                                                | Castelló de la Plana C. Governador, 8                                     | 39° 59′ 06″ N, 0° 02′ 06″ O / 39.984894°N,0.035062°O   | RI-51-0012165 | Palau Episcopal (Castelló de la Plana) · Vegeu més fotos d'aquest monument · Carregueu una nova foto d'aquest monument                                        |
| El Fadrí                                                                         | BIC    | Gòtic - renaixentista S.XV (1440) inici obres; S.XVI; S.XVIII (1735) templet superior                                                           | Castelló de la Plana Pl. Major                                            | 39° 59′ 10″ N, 0° 02′ 14″ O / 39.986187°N,0.03733°O    | RI-51-0012154 | El Fadrí (Castelló de la Plana) · Vegeu més fotos d'aquest monument · Carregueu una nova foto d'aquest monument                                               |
| Torreta Alonso                                                                   | BIC    | S.XVI | Castelló de la Plana Camí de la Costa                                     | 40° 01′ 16″ N, 0° 03′ 05″ O / 40.021055°N,0.051493°O   | RI-51-0012332 | Torreta Alonso (Castelló de la Plana) · Vegeu més fotos d'aquest monument · Carregueu una nova foto d'aquest monument                                         |
| Castell d'en Nadal                                                               | BIC    | | Castelló de la Plana                                                      | 40° 01′ 27″ N, 0° 03′ 27″ O / 40.024053°N,0.057528°O   | 12.05.040-015 | Castell d'en Nadal (Castelló de la Plana) · Vegeu més fotos d'aquest monument · Carregueu una nova foto d'aquest monument                                     |
| Parc Ribalta, plaça de la Independència i plaça Tetuán                           | BIC    | S.XIX 1868, 1876 | Castelló de la Plana Pg. Ribalta, pl. de la Independència i pl. Tetuán    | 39° 59′ 16″ N, 0° 02′ 34″ O / 39.987878°N,0.042683°O   | RI-53-0000246 | Parc Ribalta, plaça de la Independència i plaça Tetuán (Castelló de la Plana) · Vegeu més fotos d'aquest monument · Carregueu una nova foto d'aquest monument |
| Basílica de la Mare de Déu del Lledó                                             | BRL    | Barroc S.XIV (1379) capella; S.XVI (1572) portada; S.XVII (1656-1670) església; S.XVIII reformes                                                | Castelló de la Plana Camí Lledó                                           | 39° 59′ 50″ N, 0° 01′ 13″ O / 39.997095°N,0.020181°O   | 12.05.040-001 | Basílica de la Mare de Déu del Lledó (Castelló de la Plana) · Vegeu més fotos d'aquest monument · Carregueu una nova foto d'aquest monument                   |
| Convent de la Sang, Convent de Monges Caputxines de Castelló de la Plana         | BRL    | S.XVII; S.XVIII; S.XX (1941-1960) reconstrucció                                                                                                 | Castelló de la Plana C. Nuñez de Arce, 11                                 | 39° 59′ 15″ N, 0° 02′ 03″ O / 39.9875°N,0.03417°O      | 12.05.040-002 | Convent de la Sang (Castelló de la Plana) · Vegeu més fotos d'aquest monument · Carregueu una nova foto d'aquest monument                                     |
| Convent de la Mare de Déu del Carme                                              | BRL    | Historicista, neogòtic S. XX (1942-1943) | Castelló de la Plana C. Ros de Ursinos, 47                                | 39° 59′ 31″ N, 0° 02′ 04″ O / 39.99194°N,0.03444°O     | 12.05.040-029 | Convent de la Mare de Déu del Carme (Castelló de la Plana) · Vegeu més fotos d'aquest monument · Carregueu una nova foto d'aquest monument                    |
| Ermita de Sant Francesc de la Font                                               | BRL    | S.XVIII | Castelló de la Plana Camí vell de Benicàssim                              | 40° 01′ 13″ N, 0° 00′ 07″ O / 40.020395°N,0.002016°O   | 12.05.040-011 | Ermita de Sant Francesc de la Font (Castelló de la Plana) · Vegeu més fotos d'aquest monument · Carregueu una nova foto d'aquest monument                     |
| Ermita de Sant Isidre                                                            | BRL    | S.XVII (1630-1644) | Castelló de la Plana Camí vell del Mar                                    | 39° 58′ 36″ N, 0° 00′ 59″ O / 39.976667°N,0.01639°O    | 12.05.040-004 | Ermita de Sant Isidre (Castelló de la Plana) · Vegeu més fotos d'aquest monument · Carregueu una nova foto d'aquest monument                                  |
| Ermita de Sant Jaume de Fadrell, Museu Municipal d'Etnologia                     | BRL    | Arquitectura medieval S.XIV; S.XVII; S.XVIII | Castelló de la Plana Camí del Caminàs                                     | 39° 57′ 26″ N, 0° 02′ 12″ O / 39.957290°N,0.036782°O   | 12.05.040-005 | Ermita de Sant Jaume de Fadrell (Castelló de la Plana) · Vegeu més fotos d'aquest monument · Carregueu una nova foto d'aquest monument                        |
| Ermita de Sant Josep del Censal                                                  | BRL    | Barroc S.XVII | Castelló de la Plana Camí del Caminàs                                     | 39° 58′ 07″ N, 0° 02′ 00″ O / 39.968620°N,0.033211°O   | 12.05.040-010 | Ermita de Sant Josep del Censal (Castelló de la Plana) · Vegeu més fotos d'aquest monument · Carregueu una nova foto d'aquest monument                        |
| Ermita de Sant Roc de Canet                                                      | BRL    | S.XVII (1652) | Castelló de la Plana Camí dels Molins                                     | 40° 01′ 01″ N, 0° 01′ 21″ O / 40.017033°N,0.022481°O   | 12.05.040-027 | Ermita de Sant Roc de Canet (Castelló de la Plana) · Vegeu més fotos d'aquest monument · Carregueu una nova foto d'aquest monument                            |
| Església de la Sang                                                              | BRL    | Barroc | Castelló de la Plana Carrer Major 107, cantó amb la Plaça Maria Agustina. | 39° 59′ 18″ N, 0° 02′ 05″ O / 39.988196°N,0.034712°O   | 12.05.040-007 | Església de la Sang (Castelló de la Plana) · Vegeu més fotos d'aquest monument · Carregueu una nova foto d'aquest monument                                    |
| Església de Sant Agustí                                                          | BRL    | Barroc S.XVII (1651) | Castelló de la Plana C. Major, 82                                         | 39° 59′ 13″ N, 0° 02′ 07″ O / 39.987072°N,0.035288°O   | 12.05.040-008 | Església de Sant Agustí (Castelló de la Plana) · Vegeu més fotos d'aquest monument · Carregueu una nova foto d'aquest monument                                |
| Església de Sant Miquel                                                          | BRL    | Barroc siglo XVIII | Castelló de la Plana C. d'Enmig, 17                                       | 39° 59′ 08″ N, 0° 02′ 20″ O / 39.9854285°N,0.0388041°O | 12.05.040-012 | Església de Sant Miquel (Castelló de la Plana) · Vegeu més fotos d'aquest monument · Carregueu una nova foto d'aquest monument                                |
| Església o Ermita de Sant Nicolau de Bari                                        | BRL    | | Castelló de la Plana C. Alloza, 143                                       | 39° 59′ 17″ N, 0° 02′ 19″ O / 39.9879366°N,0.0386199°O | 12.05.040-030 | Església de Sant Nicolau de Bari (Castelló de la Plana) · Vegeu més fotos d'aquest monument · Carregueu una nova foto d'aquest monument                       |
| Església parroquial de la Sagrada Família                                        | BRL    | S. XIX (1896-1900) | Castelló de la Plana Ronda Magdalena                                      | 39° 59′ 28″ N, 0° 02′ 25″ O / 39.991003°N,0.04015°O    | 12.05.040-031 | Església parroquial de la Sagrada Família (Castelló de la Plana) · Vegeu més fotos d'aquest monument · Carregueu una nova foto d'aquest monument              |
| Església parroquial de Sant Vicent Ferrer, antic monestir de Sant Tomàs d'Aquino | BRL    | S.XVI (1579) convent; S.XVII (1600-1648) església, (1648-1659) claustre, (1661-1688) torre, (1690-1704) capella del Roser; S.XIX (final) façana | Castelló de la Plana Pl. del Fadrell                                      | 39° 58′ 57″ N, 0° 02′ 07″ O / 39.982556°N,0.035338°O   | 12.05.040-009 | Església parroquial de Sant Vicent Ferrer (Castelló de la Plana) · Vegeu més fotos d'aquest monument · Carregueu una nova foto d'aquest monument              |
| Monestir de Sant Josep o Convent de Monges Carmelites                            | BRL    | S. XX (1901) | Castelló de la Plana Camino Caminás, 42                                   | 39° 59′ 59″ N, 0° 01′ 17″ O / 39.99972°N,0.02139°O     | 12.05.040-003 | Monestir de Sant Josep (Castelló de la Plana) · Carregueu una nova foto d'aquest monument                                                                     |

## Les Coves de Vinromà
| Monument                           | Prot.? | Estil/època | Localització                              | Coordenades                                          | Codi?         | Imatge |
| ---------------------------------- | ------ | ----------- | ----------------------------------------- | ---------------------------------------------------- | ------------- | --- |
| Muralles de les Coves de Vinromà   | BIC    |             | Les Coves de Vinromà                      |                                                      | 12.05.050-004 | Carregueu una nova foto d'aquest monument                                                                                                 |
| Casa fortificada dels Templaris    | BIC    |             | Les Coves de Vinromà                      | 40° 18′ 40″ N, 0° 07′ 11″ E / 40.311178°N,0.119833°E | 12.05.050-005 | Casa fortificada dels Templaris (Les Coves de Vinromà) · Vegeu més fotos d'aquest monument · Carregueu una nova foto d'aquest monument    |
| Ermita de Sant Vicent              | BRL    | S.XV        | Les Coves de Vinromà Pla de Sant Vicent   | 40° 18′ 56″ N, 0° 07′ 09″ E / 40.315461°N,0.1192°E   | 12.05.050-006 | Ermita de Sant Vicent (les Coves de Vinromà) · Vegeu més fotos d'aquest monument · Carregueu una nova foto d'aquest monument              |
| Ermita del Calvari                 | BRL    |             | Les Coves de Vinromà                      | 40° 18′ 32″ N, 0° 07′ 22″ E / 40.308875°N,0.122817°E | 12.05.050-001 | Carregueu una nova foto d'aquest monument                                                                                                 |
| Església parroquial de l'Assumpció | BRL    | Barroc      | Les Coves de Vinromà Pl. de l'Església, 1 | 40° 18′ 36″ N, 0° 07′ 23″ E / 40.309964°N,0.123103°E | 12.05.050-002 | Església parroquial de l'Assumpció (les Coves de Vinromà) · Vegeu més fotos d'aquest monument · Carregueu una nova foto d'aquest monument |
| Església Vella dels Desemparats    | BRL    |             | Les Coves de Vinromà C. Desemparats       | 40° 18′ 36″ N, 0° 07′ 23″ E / 40.310008°N,0.122942°E | 12.05.050-003 | Església Vella dels Desemparats (les Coves de Vinromà) · Vegeu més fotos d'aquest monument · Carregueu una nova foto d'aquest monument    |

## Orpesa
| Monument                                  | Prot.? | Estil/època                          | Localització                               | Coordenades                                           | Codi?         | Imatge |
| ----------------------------------------- | ------ | ------------------------------------ | ------------------------------------------ | ----------------------------------------------------- | ------------- | --- |
| Castell i muralles d'Orpesa               | BIC    | Medieval S.XIII; S.XIV               | Orpesa                                     | 40° 05′ 33″ N, 0° 08′ 00″ E / 40.092519°N,0.133469°E  | RI-51-0010725 | Castell d'Orpesa · Vegeu més fotos d'aquest monument · Carregueu una nova foto d'aquest monument                                    |
| Orpesa la Vella                           | BIC    |                                      | Orpesa Passeig Marítim, platja de la Conxa | 40° 04′ 44″ N, 0° 08′ 08″ E / 40.078802°N,0.135591°E  | 12.05.085-007 | Orpesa la Vella (Orpesa) · Vegeu més fotos d'aquest monument · Carregueu una nova foto d'aquest monument                            |
| Torre Colomera                            | BIC    | Medieval                             | Orpesa                                     | 40° 03′ 25″ N, 0° 06′ 20″ E / 40.057071°N,0.1055398°E | RI-51-0010764 | Torre Colomera (Orpesa) · Vegeu més fotos d'aquest monument · Carregueu una nova foto d'aquest monument                             |
| Torre de la Corda                         | BIC    | Medieval                             | Orpesa                                     | 40° 03′ 58″ N, 0° 07′ 30″ E / 40.066238°N,0.125121°E  | RI-51-0010754 | Torre de la Corda (Orpesa) · Vegeu més fotos d'aquest monument · Carregueu una nova foto d'aquest monument                          |
| Torre del Rei                             | BIC    | Medieval - renaixentista S.XV; S.XVI | Orpesa Passeig Marítim Torre del Rei       | 40° 04′ 58″ N, 0° 08′ 45″ E / 40.082828°N,0.145811°E  | RI-51-0010717 | Torre del Rei (Orpesa) · Vegeu més fotos d'aquest monument · Carregueu una nova foto d'aquest monument                              |
| Tossal Redó                               | BIC    |                                      | Orpesa                                     |                                                       | 12.05.085-019 | Carregueu una nova foto d'aquest monument                                                                                           |
| Capella de la Mare de Déu de la Paciència | BRL    |                                      | Orpesa Plaça de l'Església s/n             | 40° 05′ 32″ N, 0° 08′ 02″ E / 40.092266°N,0.133990°E  | 12.05.085-001 | Església de la Mare de Déu de la Paciència (Orpesa) · Vegeu més fotos d'aquest monument · Carregueu una nova foto d'aquest monument |
| Església parroquial de Sant Jaume         | BRL    |                                      | Orpesa C. Goya, 31                         | 40° 05′ 31″ N, 0° 08′ 11″ E / 40.091810°N,0.136323°E  | 12.05.085-002 | Església parroquial de Sant Jaume (Orpesa) · Vegeu més fotos d'aquest monument · Carregueu una nova foto d'aquest monument          |

## La Pobla Tornesa
| Monument                                    | Prot.? | Estil/època | Localització                  | Coordenades                                            | Codi?         | Imatge |
| ------------------------------------------- | ------ | ----------- | ----------------------------- | ------------------------------------------------------ | ------------- | --- |
| Església parroquial de Sant Miquel Arcàngel | BRL    |             | La Pobla Tornesa C. Enmig, 50 | 40° 06′ 05″ N, 0° 00′ 04″ O / 40.1014047°N,0.0010852°O | 12.05.094-001 | Església parroquial de Sant Miquel Arcàngel (la Pobla Tornesa) · Vegeu més fotos d'aquest monument · Carregueu una nova foto d'aquest monument |

## Sant Joan de Moró
| Monument                                  | Prot.? | Estil/època | Localització                     | Coordenades                                          | Codi?         | Imatge |
| ----------------------------------------- | ------ | ----------- | -------------------------------- | ---------------------------------------------------- | ------------- | --- |
| Església parroquial de Sant Joan Baptista | BRL    | S.XIX       | Sant Joan de Moró Pl. Juan Renau | 40° 03′ 39″ N, 0° 08′ 16″ O / 40.060825°N,0.137721°O | 12.05.902-001 | Església parroquial de Sant Joan Baptista (Sant Joan de Moró) · Vegeu més fotos d'aquest monument · Carregueu una nova foto d'aquest monument |

## La Serra d'en Galceran
| Monument                                               | Prot.? | Estil/època      | Localització                                   | Coordenades                                            | Codi?         | Imatge |
| ------------------------------------------------------ | ------ | ---------------- | ---------------------------------------------- | ------------------------------------------------------ | ------------- | --- |
| Tossal de la Vila                                      | BIC    |                  | La Serra d'en Galceran                         | 40° 16′ 03″ N, 0° 02′ 07″ O / 40.2675°N,0.03517°O      | 12.05.105-006 | Tossal de la Vila (la Serra d'en Galceran) · Vegeu més fotos d'aquest monument · Carregueu una nova foto d'aquest monument                    |
| Tossal de Saragossa                                    | BIC    |                  | La Serra d'en Galceran                         |                                                        | 12.05.105-007 | Carregueu una nova foto d'aquest monument |
| El Castellar                                           | BIC    |                  | La Serra d'en Galceran                         |                                                        | 12.05.105-008 | Carregueu una nova foto d'aquest monument |
| Església parroquial de Sant Bartomeu                   | BRL    | S. XVII; S.XVIII | La Serra d'en Galceran C. Bisbe Beltrán        | 40° 16′ 11″ N, 0° 01′ 11″ O / 40.269625°N,0.019659°O   | 12.05.105-001 | Església parroquial de Sant Bartomeu (la Serra d'en Galceran) · Vegeu més fotos d'aquest monument · Carregueu una nova foto d'aquest monument |
| Palau dels Casalduch                                   | BRL    | S. XVI           | La Serra d'en Galceran                         | 40° 16′ 10″ N, 0° 01′ 12″ O / 40.269559°N,0.020039°O   | 12.05.105-002 | Palau dels Casalduch (la Serra d'en Galceran) · Vegeu més fotos d'aquest monument · Carregueu una nova foto d'aquest monument                 |
| Ermita de Sant Miquel Arcàngel                         | BRL    |                  | La Serra d'en Galceran Partida Sant Miquel     | 40° 15′ 08″ N, 0° 00′ 14″ O / 40.252313°N,0.003819°O   | 12.05.105-003 | Ermita de Sant Miquel Arcàngel (la Serra d'en Galceran) · Vegeu més fotos d'aquest monument · Carregueu una nova foto d'aquest monument       |
| Ermita de la Mare de Déu dels Desemparats dels Ivarsos | BRL    |                  | La Serra d'en Galceran Pl. de l'Església       | 40° 13′ 39″ N, 0° 04′ 43″ O / 40.2276129°N,0.0786805°O | 12.05.105-004 | Ermita de la Mare de Déu dels Desemparats dels Ivarsos (la Serra d'en Galceran) · Carregueu una nova foto d'aquest monument                   |
| Casa palau del Bisbe Beltrán                           | BRL    | S. XVIII         | La Serra d'en Galceran C. Bisbe Beltrán, 5     | 40° 16′ 10″ N, 0° 01′ 11″ O / 40.2695479°N,0.0197568°O | 12.05.105-005 | Casa palau del Bisbe Beltrán (la Serra d'en Galceran) · Modifica el valor a Wikidata · Carregueu una nova foto d'aquest monument              |
| Nucli històric tradicional                             | BRL    |                  | La Serra d'en Galceran                         | 40° 16′ 10″ N, 0° 01′ 09″ O / 40.26944°N,0.01917°O     | 12.05.105-009 | Nucli històric tradicional (la Serra d'en Galceran) · Carregueu una nova foto d'aquest monument                                               |
| Antiga Llonja, actual Llar de Jubilats                 | BRL    |                  | La Serra d'en Galceran Plaça de l'Ajuntament 1 | 40° 16′ 10″ N, 0° 01′ 10″ O / 40.2695216°N,0.0194097°O | 12.05.105-010 | Antiga Llotja (la Serra d'en Galceran) · Modifica el valor a Wikidata · Carregueu una nova foto d'aquest monument                             |

## La Serratella
| Monument                           | Prot.? | Estil/època                    | Localització                              | Coordenades                                          | Codi?         | Imatge |
| ---------------------------------- | ------ | ------------------------------ | ----------------------------------------- | ---------------------------------------------------- | ------------- | --- |
| Ermita de Sant Joan Nepomucè       | BRL    | S.XVIII (1760), (1770) capella | La Serratella Pedregal Castellaret-Tayola | 40° 19′ 15″ N, 0° 01′ 26″ E / 40.320959°N,0.023919°E | 12.05.103-002 | Ermita de Sant Joan Nepomucè (la Serratella) · Vegeu més fotos d'aquest monument · Carregueu una nova foto d'aquest monument       |
| Església parroquial de Sant Miquel | BRL    | S.XVIII - S.XIX (1790-1803)    | La Serratella Pl. de la Iglesia           | 40° 18′ 45″ N, 0° 01′ 53″ E / 40.312591°N,0.031381°E | 12.05.103-001 | Església parroquial de Sant Miquel (la Serratella) · Vegeu més fotos d'aquest monument · Carregueu una nova foto d'aquest monument |

## La Torre d'en Doménec
| Monument                              | Prot.? | Estil/època | Localització                              | Coordenades                                          | Codi?         | Imatge |
| ------------------------------------- | ------ | ----------- | ----------------------------------------- | ---------------------------------------------------- | ------------- | --- |
| Ermita de la Mare de Déu de la Font   | BRL    |             | La Torre d'en Doménec C. de la Font, 29   | 40° 15′ 52″ N, 0° 04′ 12″ E / 40.264496°N,0.070075°E | 12.05.120-002 | Ermita de la Mare de Déu de la Font (la Torre d'en Doménec) · Vegeu més fotos d'aquest monument · Carregueu una nova foto d'aquest monument   |
| Església parroquial de Santa Quitèria | BRL    | segle XIX   | La Torre d'en Doménec Pl. de l'Ajuntament | 40° 15′ 49″ N, 0° 04′ 14″ E / 40.263737°N,0.070454°E | 12.05.120-001 | Església parroquial de Santa Quitèria (la Torre d'en Doménec) · Vegeu més fotos d'aquest monument · Carregueu una nova foto d'aquest monument |

## Torreblanca
| Monument                                               | Prot.? | Estil/època                                      | Localització                    | Coordenades                                          | Codi?         | Imatge |
| ------------------------------------------------------ | ------ | ------------------------------------------------ | ------------------------------- | ---------------------------------------------------- | ------------- | --- |
| Calvari i antiga església                              | BIC    | S.XVIII, S.XIV i S.XVI (Ermita de Sant Francesc) | Torreblanca Oest del nucli urbà | 40° 13′ 20″ N, 0° 11′ 36″ E / 40.222361°N,0.193278°E | RI-51-0012182 | Calvari i antiga església (Torreblanca) · Vegeu més fotos d'aquest monument · Carregueu una nova foto d'aquest monument            |
| Torre de Na Blanca, o Torre del Marqués de Torreblanca | BIC    | Medieval S.XVI; S.XVII                           | Torreblanca Paratje Cerda       | 40° 12′ 18″ N, 0° 11′ 25″ E / 40.20502°N,0.190407°E  | RI-51-0010721 | Torre de Na Blanca (Torreblanca) · Vegeu més fotos d'aquest monument · Carregueu una nova foto d'aquest monument                   |
| Torre Nostra                                           | BIC    | Medieval S.XVII                                  | Torreblanca C. Sant Joan, 118   | 40° 11′ 36″ N, 0° 13′ 18″ E / 40.193209°N,0.221641°E | RI-51-0010724 | Torre Nostra (Torreblanca) · Vegeu més fotos d'aquest monument · Carregueu una nova foto d'aquest monument                         |
| Església parroquial de Sant Bartomeu                   | BRL    | S.XVII; S.XVIII; S.XIX                           | Torreblanca C. Sant Jaume, 29   | 40° 13′ 15″ N, 0° 11′ 45″ E / 40.220945°N,0.195748°E | 12.05.117-002 | Església parroquial de Sant Bartomeu (Torreblanca) · Vegeu més fotos d'aquest monument · Carregueu una nova foto d'aquest monument |

## La Vall d'Alba
| Monument                                          | Prot.? | Estil/època | Localització                           | Coordenades                                          | Codi?         | Imatge |
| ------------------------------------------------- | ------ | ----------- | -------------------------------------- | ---------------------------------------------------- | ------------- | --- |
| Església parroquial de la Mare de Déu dels Àngels | BRL    |             | La Vall d'Alba La Barona. C. Major, 10 | 40° 10′ 00″ N, 0° 03′ 51″ O / 40.166609°N,0.064051°O | 12.05.124-002 | Església parroquial de la Mare de Déu dels Àngels (la Vall d'Alba) · Vegeu més fotos d'aquest monument · Carregueu una nova foto d'aquest monument |
| Església parroquial de Sant Joan Baptista         | BRL    | segle XX    | La Vall d'Alba Pl. de l'Església, 1    | 40° 10′ 36″ N, 0° 02′ 08″ O / 40.176771°N,0.035604°O | 12.05.124-001 | Església parroquial de Sant Joan Baptista (la Vall d'Alba) · Vegeu més fotos d'aquest monument · Carregueu una nova foto d'aquest monument         |

## Vilafamés
| Monument                                                                     | Prot.? | Estil/època           | Localització                     | Coordenades                                            | Codi?         | Imatge |
| ---------------------------------------------------------------------------- | ------ | --------------------- | -------------------------------- | ------------------------------------------------------ | ------------- | --- |
| Casa Babiloni-Bardoll                                                        | BIC    |                       | Vilafamés C. Mesón               | 40° 06′ 48″ N, 0° 03′ 16″ O / 40.113408°N,0.054428°O   | RI-51-0011560 | Casa Babiloni-Bardoll (Vilafamés) · Vegeu més fotos d'aquest monument · Carregueu una nova foto d'aquest monument                   |
| Castell, muralles i església de la Sang                                      | BIC    | Medieval S.XIV; S.XIX | Vilafamés Pl. Sang, 8            | 40° 06′ 47″ N, 0° 03′ 17″ O / 40.113056°N,0.054722°O   | RI-51-0008792 | Castell, muralles i església de la Sang (Vilafamés) · Vegeu més fotos d'aquest monument · Carregueu una nova foto d'aquest monument |
| Escut de la Casa Abadia de Vilafamés                                         | BIC    |                       | Vilafamés                        | 40° 06′ 49″ N, 0° 03′ 14″ O / 40.113592°N,0.053985°O   | RI-51-0011562 | Escut de la Casa Abadia (Vilafamés) · Vegeu més fotos d'aquest monument · Carregueu una nova foto d'aquest monument                 |
| La Torreta                                                                   | BIC    |                       | Vilafamés C. Església, 18        | 40° 06′ 47″ N, 0° 03′ 15″ O / 40.113019°N,0.054275°O   | RI-51-0011559 | La Torreta (Vilafamés) · Vegeu més fotos d'aquest monument · Carregueu una nova foto d'aquest monument                              |
| Muralles amb torres quadrades adossades i torre circular a Estrets-Racó Rata | BIC    |                       | Vilafamés Barranc dels Estrets   | 40° 08′ 15″ N, 0° 04′ 15″ O / 40.137457°N,0.070789°O   | RI-51-0010174 | Carregueu una nova foto d'aquest monument                                                                                           |
| Nucli històric de Vilafamés                                                  | BIC    |                       | Vilafamés                        | 40° 06′ 50″ N, 0° 03′ 15″ O / 40.1138°N,0.0543°O       | RI-53-0000612 | Nucli històric de Vilafamés · Vegeu més fotos d'aquest monument · Carregueu una nova foto d'aquest monument                         |
| Casa Almenar Andreu                                                          | BRL    |                       | Vilafamés carrer del Pilar, 16   | 40° 06′ 46″ N, 0° 03′ 19″ O / 40.11284°N,0.0552674°O   | 12.05.128-025 | Carregueu una nova foto d'aquest monument                                                                                           |
| Casa Grijalbo i Martí                                                        | BRL    |                       | Vilafamés carrer Diputació, 21   | 40° 06′ 51″ N, 0° 03′ 16″ O / 40.1141184°N,0.054572°O  | 12.05.128-026 | Carregueu una nova foto d'aquest monument                                                                                           |
| Ermita de Sant Antoni de Pàdua                                               | BRL    |                       | Vilafamés Pl. de l'Ajuntament, 4 | 40° 06′ 52″ N, 0° 03′ 15″ O / 40.1145655°N,0.0540285°O | 12.05.128-002 | Carregueu una nova foto d'aquest monument                                                                                           |
| Ermita de Sant Miquel                                                        | BRL    | S. XVII               | Vilafamés Mont Mollet            | 40° 04′ 37″ N, 0° 05′ 46″ O / 40.076922°N,0.096002°O   | 12.05.128-021 | Carregueu una nova foto d'aquest monument                                                                                           |
| Ermita de Sant Ramon                                                         | BRL    | S.XVIII               | Vilafamés Pl. de Sant Ramon, 1   | 40° 06′ 41″ N, 0° 03′ 14″ O / 40.111393°N,0.053977°O   | 12.05.128-010 | Ermita de Sant Ramon (Vilafamés) · Carregueu una nova foto d'aquest monument                                                        |
| Església parroquial de l'Assumpció                                           | BRL    | S.XVI-XVII; S.XVIII   | Vilafamés C. Església, 11        | 40° 06′ 48″ N, 0° 03′ 14″ O / 40.113231°N,0.053896°O   | 12.05.128-004 | Església parroquial de l'Assumpció (Vilafamés) · Vegeu més fotos d'aquest monument · Carregueu una nova foto d'aquest monument      |
| La Roca Grossa                                                               | BRL    | Mesozoic              | Vilafamés C. la Font             | 40° 06′ 46″ N, 0° 03′ 14″ O / 40.112813°N,0.053757°O   | 12.05.128-011 | La Roca Grossa (Vilafamés) · Vegeu més fotos d'aquest monument · Carregueu una nova foto d'aquest monument                          |
| Palau del Batlle, Museu Popular d'Art Contemporani                           | BRL    | S.XV                  | Vilafamés C. Diputació, 22       | 40° 06′ 50″ N, 0° 03′ 15″ O / 40.113888°N,0.054063°O   | 12.05.128-008 | Palau del Batlle (Vilafamés) · Vegeu més fotos d'aquest monument · Carregueu una nova foto d'aquest monument                        |

## Vilanova d'Alcolea
| Monument                             | Prot.?        | Estil/època     | Localització                                                                 | Coordenades                                          | Codi?         | Imatge |
| ------------------------------------ | ------------- | --------------- | ---------------------------------------------------------------------------- | ---------------------------------------------------- | ------------- | --- |
| Puig Pedró                           | BIC           | íbera           | Vilanova d'Alcolea                                                           | 40° 14′ 50″ N, 0° 05′ 27″ E / 40.247135°N,0.090852°E | 12.05.132-010 | Carregueu una nova foto d'aquest monument                                                                                                 |
| La Vilavella                         | BIC           |                 | Vilanova d'Alcolea                                                           | 40° 12′ 42″ N, 0° 06′ 10″ E / 40.211708°N,0.102856°E | 12.05.132-017 | Carregueu una nova foto d'aquest monument                                                                                                 |
| Muralles de Vilanova d'Alcolea       | BIC           |                 | Vilanova d'Alcolea                                                           | 40° 13′ 50″ N, 0° 04′ 17″ E / 40.23048°N,0.071416°E  | 12.05.132-033 | Muralles de Vilanova d'Alcolea · Vegeu més fotos d'aquest monument · Carregueu una nova foto d'aquest monument                            |
| Ermita del Calvari                   | BRL etnològic | S.XIX           | Vilanova d'Alcolea                                                           | 40° 13′ 54″ N, 0° 04′ 17″ E / 40.23167°N,0.07139°E   | 12.05.132-001 | Ermita del Calvari (Vilanova d'Alcolea) · Vegeu més fotos d'aquest monument · Carregueu una nova foto d'aquest monument                   |
| Església parroquial de Sant Bartomeu | BRL           | S.XVII; S.XVIII | Vilanova d'Alcolea C. Església, 16                                           | 40° 13′ 52″ N, 0° 04′ 19″ E / 40.231188°N,0.071840°E | 12.05.132-002 | Església parroquial de Sant Bartomeu (Vilanova d'Alcolea) · Vegeu més fotos d'aquest monument · Carregueu una nova foto d'aquest monument |
| Molí de Bellés                       | BRL etnològic |                 | Vilanova d'Alcolea                                                           |                                                      | 12.05.132-003 | Carregueu una nova foto d'aquest monument                                                                                                 |
| Molí de Carles                       | BRL etnològic | S. XIV-XVIII    | Vilanova d'Alcolea Marge esquerre del riu de les Coves, partida dels Gatells |                                                      | 12.05.132-004 | Carregueu una nova foto d'aquest monument                                                                                                 |
| Molí de Tràver                       | BRL etnològic |                 | Vilanova d'Alcolea                                                           |                                                      | 12.05.132-005 | Carregueu una nova foto d'aquest monument                                                                                                 |
| Molí del Notari                      | BRL etnològic | S. XVII-XVIII   | Vilanova d'Alcolea Marge esquerre del riu de les Roques, zona l'Assut        | 40° 15′ 05″ N, 0° 04′ 34″ E / 40.25139°N,0.07619°E   | 12.05.132-006 | Molí del Notari (Vilanova d'Alcolea) · Modifica el valor a Wikidata · Carregueu una nova foto d'aquest monument                           |
| Molí del Travero                     | BRL etnològic |                 | Vilanova d'Alcolea Marge dret del riu de les Coves, partida del Molinet      |                                                      | 12.05.132-007 | Carregueu una nova foto d'aquest monument                                                                                                 |
| Molí Ressolat                        | BRL etnològic |                 | Vilanova d'Alcolea                                                           |                                                      | 12.05.132-008 | Carregueu una nova foto d'aquest monument                                                                                                 |
| Pou Nou                              | BRL etnològic |                 | Vilanova d'Alcolea                                                           | 40° 13′ 42″ N, 0° 03′ 37″ E / 40.22822°N,0.06035°E   | 12.05.132-009 | Carregueu una nova foto d'aquest monument                                                                                                 |
| Barraca de pedra seca                | BRL etnològic |                 | Vilanova d'Alcolea                                                           |                                                      | 12.05.132-011 | Barraca de pedra seca (Vilanova d'Alcolea) · Vegeu més fotos d'aquest monument · Carregueu una nova foto d'aquest monument                |
| Caseta de volta                      | BRL           |                 | Vilanova d'Alcolea                                                           |                                                      | 12.05.132-012 | Carregueu una nova foto d'aquest monument                                                                                                 |
| Caseta de volta                      | BRL           |                 | Vilanova d'Alcolea                                                           |                                                      | 12.05.132-013 | Carregueu una nova foto d'aquest monument                                                                                                 |
| Corral de Bellés                     | BRL etnològic |                 | Vilanova d'Alcolea                                                           |                                                      | 12.05.132-014 | Carregueu una nova foto d'aquest monument                                                                                                 |
| Corral de la Bassa Roja              | BRL etnològic |                 | Vilanova d'Alcolea                                                           | 40° 13′ 06″ N, 0° 06′ 25″ E / 40.21830°N,0.10706°E   | 12.05.132-015 | Carregueu una nova foto d'aquest monument                                                                                                 |
| Corral Imperial                      | BRL etnològic |                 | Vilanova d'Alcolea                                                           | 40° 15′ 05″ N, 0° 04′ 48″ E / 40.25131°N,0.08005°E   | 12.05.132-016 | Corral Imperial (Vilanova d'Alcolea) · Modifica el valor a Wikidata · Carregueu una nova foto d'aquest monument                           |
| Font del Mas de Calaf                | BRL etnològic |                 | Vilanova d'Alcolea                                                           | 40° 15′ 27″ N, 0° 06′ 19″ E / 40.2575°N,0.1053°E     | 12.05.132-018 | Font del Mas de Calaf (Vilanova d'Alcolea) · Carregueu una nova foto d'aquest monument                                                    |
| Font de la Vila                      | BRL etnològic |                 | Vilanova d'Alcolea                                                           | 40° 13′ 59″ N, 0° 03′ 47″ E / 40.233139°N,0.063073°E | 12.05.132-019 | Font de la Vila (Vilanova d'Alcolea) · Carregueu una nova foto d'aquest monument                                                          |
| Nucli històric tradicional           | BRL           |                 | Vilanova d'Alcolea                                                           |                                                      | 12.05.132-032 | Nucli històric tradicional (Vilanova d'Alcolea) · Modifica el valor a Wikidata · Carregueu una nova foto d'aquest monument                |